# زمین‌لرزه ۱۹۸۱ ایریان جایا
زمین‌لرزه ایریان جایا  در تاریخ ۱۹ ژانویه ۱۹۸۱ میلادی، برابر با ‎۲۹ دی ۱۳۵۹، ساعت ۱۵:۱۱:۰۱ به زمان یوتی‌سی در اندونزی ، منطقه ایریان جایا رخ داد. ژرفای این زلزله ۲۰ کیلومتر بود، و بزرگی آن ۶٫۶ در مقیاس Mw اعلام شده‌است. زمین‌لرزه به وقت محلی در روز سه‌شنبه، ساعت ۰ روی داده و منطقه زمانی آن یوتی‌سی +۹ بوده‌است .
سازمان زمین‌شناسی آمریکا نیز رومرکز این زمین‌لرزه را در مختصات ۴°۳۴′۳۴″جنوبی ۱۳۹°۱۳′۵۵″شرقی / ۴٫۵۷۶°جنوبی ۱۳۹٫۲۳۲°شرقی و ژرفای آن را در ۳۳ کیلومتر گزارش کرده‌است. بزرگی برگزیدهٔ این سازمان از میان بزرگیهای محاسبه‌شدهٔ مختلف ۶٫۸ در مقیاس ریشتر بوده و از دید اثر، در میان چهار دسته‌بندی «نامحسوس»، «محسوس»، «زیان‌آور» یا «با تلفات»، زلزله را «با تلفات» اعلام کرده‌است.
پروژهٔ «تنسور گشتاور مرکزوار» زاویه‌های (راستا، شیب، ریک) گسل سازندهٔ زمین‌لرزه و صفحه عمود بر آن را (°۱۷، °۴۵، °۱۷۶) یا (°۱۰۹، °۸۷، °۴۵) و نوع گسل را «امتدادلغز» فرارسانده‌است.
شمار کشتگان زلزله حدود ۱۳۰۰ نفر بوده‌است.